# Kerk van Logabirum
De Kerk van Logabirum (Duits: Logabirumer Kirche) is het bedehuis van de lutherse gemeente in het Oost-Friese Logabirum, een Stadtteil van Leer. De kerk werd rond het haar 1300 als zaalkerk gebouwd.

## Geschiedenis
Het kerkgebouw werd rond 1300 van kloostermoppen gebouwd. Oorspronkelijk was het koor overwelfd, maar later werd een houten plafond ingebracht. In 1812 werden de muren van het kerkgebouw verhoogd en de grote rondbogige ramen ingebroken.
Vroeger stond er een vrijstaande klokkentoren op het kerkhof. Toen deze wegens bouwvalligheid moest worden afgebroken, voegde men in plaats hiervan een westelijke toren toe aan het kerkschip. De 29,55 meter hoge toren werd na waterschade (1892), een blikseminslag (1922) en schade als gevolg van een granaatinslag tijdens de Tweede Wereldoorlog tussen 1960 en 1976 vernieuwd. Er werd in deze periode een fundament gelegd en de gehele toren werd ommanteld.

## Interieur
De ruimte wordt door een houten tongewelf afgesloten. In de kerk bevinden zich meerdere grafzerken uit de 16e en 17e eeuw. De preekstoel dateert uit 1649. Tot de vasa sacra behoren een kelk (1598), een oblatendoosje (1751), een kan (1766), een doopschaal (1767) en een kelk voor zieken (1847).

## Orgel
Het orgel werd van 1994 tot 1998 door Jürgen Ahrend uit Loga gebouwd. Het instrument bezit tien registers verdeeld over één manuaal en pedaal.
| I Hoofdwerk C–d3 |                     |    |
| 1.               | Principaal          | 8′ |
| 2.               | Gedekt              | 8′ |
| 3.               | Viola di gamba      | 8′ |
| 4.               | Octaaf              | 4′ |
| 5.               | Spitsgedekt         | 4′ |
| 6.               | Octaaf              | 2′ |
| 7.               | Sesquialtera II B/D |    |
| 8.               | Mixtuur III         |    |

| Pedaal C–d1 |         |     |
| 9.          | Subbas  | 16′ |
| 10.         | Trompet | 8′  |

- Koppels: I/P

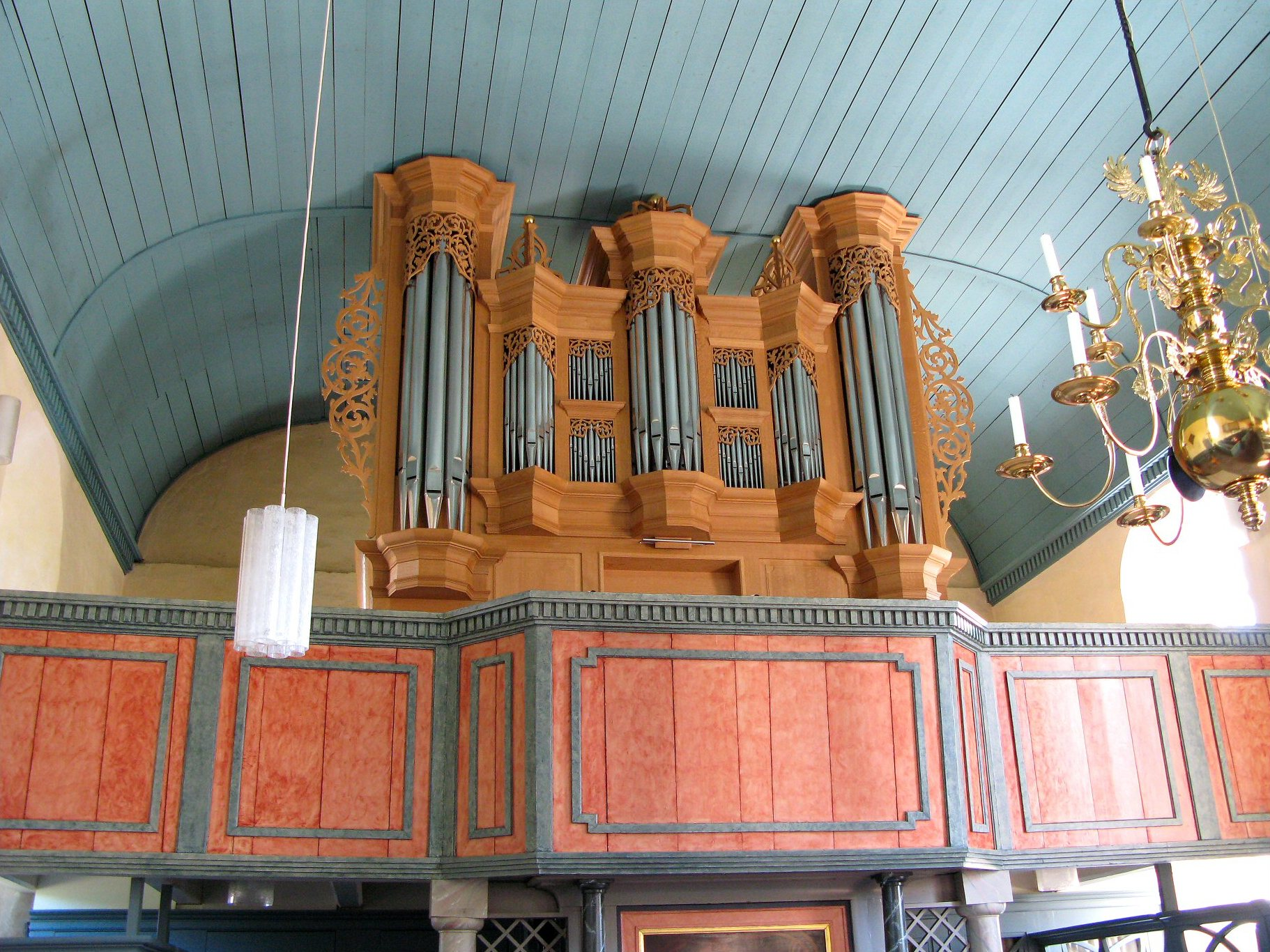
Orgel

- Speelhulpen: Tremulant voor het hele orgel